# The Lookout
The Lookout es una película dramática, estrenada en 2007, dirigida por Scott Frank y protagonizada por Joseph Gordon-Levitt, Jeff Daniels, Matthew Goode, Isla Fisher y Carla Gugino.

## Trama
Chris Pratt (Joseph Gordon-Levitt) es uno de los mejores jugadores en el instituto y ve cómo su vida da un giro completo cuando tiene un grave accidente de coche por conducir con las luces apagadas en una carretera para ver las luciérnagas, Chris Pratt y su novia Kelly (Laura Vandervoort) logran sobrevivir pero sus dos amigos no. En el accidente su novia pierde una pierna, y él sufre una herida en la cabeza que le crea una amnesia anterógrada.
Está en clases para aprender nuevas habilidades, incluyendo las secuencias simples de las tareas diarias, para compensar su incapacidad para recordar, y mantiene las notas en una libreta. Ante el desafío de un administrador de casos difíciles (Carla Gugino) para construir una vida a pesar de sus heridas, con el apoyo de su compañero de habitación, un hombre ciego llamado Lewis (Jeff Daniels), pero solo recibe el apoyo financiero de su familia rica. Él trabaja por las noches en la limpieza de un banco de una pequeña ciudad, con visitas regulares de Ted (Sergio Di Zio), un policía torpe. Chris aspira a formarse como cajero, pero el gerente del banco, el señor Tuttle David Huband, apenas puede ocultar su desprecio por las ambiciones de Chris. Es allí donde Chris está bajo el escrutinio de una banda planeaba robar el banco. Su líder, Gary (Matthew Goode), que le conocía de la escuela secundaria y se resentía su riqueza y su popularidad como una estrella del hockey antes de su accidente, se hace amigo de él y usa una mujer joven, Luvlee (Isla Fisher), para seducirlo. Las burlas de la banda sobre las limitaciones de su vida desde el accidente, en un principio va junto con el plan. Sus frustraciones goteo en enfrentamientos con sus amigos, Lewis y Ted.
Cuando la pandilla llega la noche del robo, Chris les dice que ha cambiado de opinión. Pero le dicen que es demasiado tarde y le obligan a vaciar la bóveda apuntándolo con una pistola. Su amigo Ted, el policía, se tropieza con el robo, mientras que la entrega de donas a Chris y desencadena un tiroteo. El policía y dos de los miembros de la pandilla, Marty (Morgan Kell) y Cork (Aaron Berg), son asesinados. Mientras tanto, Chris se escapa en el coche de huida, y cuando se da cuenta de que tiene el dinero que robó, vuelve al sitio del accidente, donde entierra el dinero. Gary es herido y se sale con el ladrón de bancos, Bone (Greg Dunham). Cuando Chris vuelve a su apartamento ve las luces y se da cuenta de que algo está mal y cuando descubre que él llama Gary y se da cuenta de que han tomado como rehén a Lewis para recuperar el dinero. Chris, con sus nuevas habilidades, trama un plan para mantenerse con vida y salvar a su amigo. Pero los ladrones lo atrapan en el lugar que iban a verse, y los lleva al sitio donde esta el dinero.
Mientras que Chris excava en la nieve para recuperar el dinero, la condición de Gary se está deteriorando rápidamente. Chris le da una de las dos bolsas de dinero, mientras Bone se prepara para ejecutar a Lewis, Chris saca una escopeta que había escondido en la otra bolsa y le dispara antes de que pueda reaccionar. Gary se derrumba y muere a causa de la pérdida de sangre. Chris devuelve el dinero y se convierte a sí mismo en el autor del robo, pero la investigación del FBI llega a la conclusión de que no era responsable debido a su estado mental y porque los ladrones no se desconectaron de las cámaras de vigilancia del banco, permitiendo al FBI ver a la banda obligando a Chris a robar el dinero de la bóveda amenazado por una pistola.
Al final vemos que Chris y Lewis se han reconciliado y encuentran una manera de abrir el restaurante que juntos habían soñado.

## Reparto
- Joseph Gordon-Levitt ... Chris Pratt
- Jeff Daniels ... Lewis
- Matthew Goode ... Gary Spargo
- Isla Fisher ... Luvlee Lemons
- Greg Dunham ... Bone
- Aaron Berg ... Cork
- Morgan Kelly ... Marty
- Tinsel Korey ... Maura
- Bruce McGill ... Robert Pratt
- Alberta Watson ... Barbara Pratt
- Sergio Di Zio... Deputy Ted
- Carla Gugino... Janet
- David Huband ... Mr. Tuttle
- Alex Borstein ... Mrs. Lange
- Laura Vandervoort ... Kelly